# رالي كورسيكا 2019
رالي كورسيكا 2019 هو سباق رالي أقيم في الفترة من 28 إلى 31 مارس 2019 في باستيا، كورسيكا. تكون الرالي من 14 مرحلة. فاز نوفيل تييري ببطولة السائقين.